# Chavinda (kommun)
Chavinda är en kommun i Mexiko.   Den ligger i delstaten Michoacán de Ocampo, i den centrala delen av landet, 400 km väster om huvudstaden Mexico City.
Följande samhällen finns i Chavinda:
- Chavínda
- El Tepehuaje
- Magallanes